# روس رومانو
روس رومانو هو سياسي كندي، ولد في 13 أكتوبر 1979. حزبياً، نشط في حزب أونتاريو المحافظ التقدمي.